# La Bigote
La Bigote est une pièce de théâtre de Jules Renard représentée pour la première fois le 21 octobre 1909 sur la scène du Théâtre de l'Odéon.

## Théâtre de l'Odéon 1909
- Mise en scène : Antoine
- Décors :
- Costumes :

Personnages
- M. LEPIC : Bernard
- PAUL ROLAND : Henri Desfontaines
- FÉLIX LEPIC : Denis d'Inès
- M. LE CURÉ : André Bacqué
- JACQUES : Stephen
- MME LEPIC : Jeanne Kerwich
- HENRIETTE : Marthe Mellot
- MADELEINE : Madeleine Du Eyner
- MME BACHE : Marley
- LA VIEILLE HONORINE : Barbieri
- UNE PETITE BONNE : Barsange
- LE CHIEN : Minos

## Texte
- texte intégral sur Libre Théâtre

## Source
- Jules Renard, Poil de carotte, édition de André Fermigier, Folio Classique, no 1090, 1979, p. 259